# Suzanne Amblard
Suzanne Amblard (Ville-d'Avray, 9 settembre 1896 – Parigi, 17 maggio 1980) è stata una tennista francese.

## Biografia
Una delle migliori giocatrici di tennis dell'inizio del XX secolo insieme alla sorella, Blanche Amblard, vinse due edizioni dell'Open di Francia (doppio femminile) del 1913 e 1914